# Гренвіль-ла-Тентюр'єр
Гренві́ль-ла-Тентюр'є́р, Ґренвіль-ла-Тентюр'єр (фр. Grainville-la-Teinturière) — муніципалітет у Франції, у регіоні Нормандія, департамент Приморська Сена. Населення — 1072 особи (01.01.2021).
Муніципалітет розташований на відстані близько 160 км на північний захід від Парижа, 50 км на північний захід від Руана.

## Історія
До 2015 року муніципалітет перебував у складі регіону Верхня Нормандія. Від 1 січня 2016 року належить до нового об'єднаного регіону Нормандія.

## Демографія
Динаміка населення (INSEE ):
Розподіл населення за віком та статтю (2006):
| Стать | Всього | До 15 років | 15-24 | 25-44 | 45-64 | 65-85 | Понад 85 |
| --- | ------ | ----------- | ----- | ----- | ----- | ----- | -------- |
| Чоловіки | 457    | 86          | 44    | 121   | 118   | 70    | 18       |
| Жінки | 580    | 121         | 55    | 128   | 109   | 111   | 56       |
| \| Статево-вікова піраміда \| Статево-вікова піраміда \| Статево-вікова піраміда \| \| ----------------------- \| ----------------------- \| ----------------------- \| \| Чоловіки \| Вік \| Жінки \| \| 18 \| 85 + \| 56 \| \| 12 \| 80-84 \| 34 \| \| 27 \| 75-79 \| 23 \| \| 15 \| 70-74 \| 38 \| \| 16 \| 65-69 \| 16 \| \| 20 \| 60-64 \| 16 \| \| 39 \| 55-59 \| 39 \| \| 35 \| 50-54 \| 27 \| \| 24 \| 45-49 \| 27 \| \| 35 \| 40-44 \| 35 \| \| 39 \| 35-39 \| 31 \| \| 27 \| 30-34 \| 35 \| \| 20 \| 25-29 \| 27 \| \| 20 \| 20-24 \| 20 \| \| 24 \| 15-20 \| 35 \| \| 35 \| 10-14 \| 39 \| \| 24 \| 5-9 \| 39 \| \| 27 \| 0-4 \| 43 \| |        |             |       |       |       |       |          |
| Статево-вікова піраміда |        |             |       |       |       |       |          |
| Чоловіки | Вік    | Жінки       |       |       |       |       |          |
| 18 | 85 +   | 56          |       |       |       |       |          |
| 12 | 80-84  | 34          |       |       |       |       |          |
| 27 | 75-79  | 23          |       |       |       |       |          |
| 15 | 70-74  | 38          |       |       |       |       |          |
| 16 | 65-69  | 16          |       |       |       |       |          |
| 20 | 60-64  | 16          |       |       |       |       |          |
| 39 | 55-59  | 39          |       |       |       |       |          |
| 35 | 50-54  | 27          |       |       |       |       |          |
| 24 | 45-49  | 27          |       |       |       |       |          |
| 35 | 40-44  | 35          |       |       |       |       |          |
| 39 | 35-39  | 31          |       |       |       |       |          |
| 27 | 30-34  | 35          |       |       |       |       |          |
| 20 | 25-29  | 27          |       |       |       |       |          |
| 20 | 20-24  | 20          |       |       |       |       |          |
| 24 | 15-20  | 35          |       |       |       |       |          |
| 35 | 10-14  | 39          |       |       |       |       |          |
| 24 | 5-9    | 39          |       |       |       |       |          |
| 27 | 0-4    | 43          |       |       |       |       |          |

## Економіка
2010 року серед 590 осіб працездатного віку (15—64 років) 430 були активними, 160 — неактивними (показник активності 72,9%, у 1999 році було 69,5%). З 430 активних мешканців працювали 394 особи (230 чоловіків та 164 жінки), безробітними було 36 (8 чоловіків та 28 жінок). Серед 160 неактивних 46 осіб було учнями чи студентами, 62 — пенсіонерами, 52 були неактивними з інших причин.

У 2010 році в муніципалітеті числилось 349 оподаткованих домогосподарств, у яких проживали 943,0 особи, медіана доходів виносила 16 907 євро на одного особоспоживача